# Cellmembrantransport
Celler behöver ibland ta in och ut ämnen genom sitt cellmembran, detta kallas cellmembrantransport.
Cellmembranen består av fosfolipider vars lipofila sida sitter ihop, och dess hydrofila poler pekar utåt. Ämnen kommer in i och ut ur cellen på två olika sätt. Det ena görs möjligt genom proteiner som sitter inbäddade i cellmembranet och transporterar ämnen genom cellmembranet och kallas för aktiv transport. Denna transporttyp är en energikrävande form av transport. Det andra sättet som rimligtvis kallas passiv transport gäller framförallt ämnen som vatten, syre och koldioxid. Dessa kan diffundera  genom det semi-permeabla membranet av egen kraft.